# Pomacea interrupta
Pomacea interrupta  es un caracol dulceacuícola de la familia Ampullariidae (=Pilidae) caracterizado por su tamaño pequeño de máximo 4 cm Esta especie es de fácil reconocimiento por sus varices marrones verticales que interrumpen la continuidad del dibujo del periostraco.

## Taxonomía
Fue descrito por George Brettingham Sowerby III en 1909 en su artículo “Notes on the family Ampullariidae, with list of species, varieties, and synonyms, also descriptions of four new species”.

## Descripción
Se caracteriza por presentar una concha dura y pequeña (hasta 3,8 cm de longitud), sin ombligo. Su coloración es castaño, con bandas de color marrón oscuro. En la concha se suelen presentar varices o costillas que interrumpen la continuidad de las bandas, razón por la cual se deriva el nombre de “interrupta”. Generalmente su espira se halla erodada, al igual que la gran mayoría de las especies del subgénero Limnopomus es raro los ejemplares que la presentan completa.

## Biología y ecología
Habita en la zona del pie de monte andino y las sabanas cercana al pie de monte, en el territorio de Venezuela. En estas zonas ella constituye una fuente alimentación para numerosas aves y peces y caimanes.
Los sexos están separados y la cópula se realiza en el agua.

## Distribución
Esta una especie originaria de América del Sur.
Se ha citado su presencia en Brasil y Venezuela, en el pie de monte de la cordillera andina y la Sierra de Perijá, en los estados Táchira, Mérida, Trujillo, Zulia, Barinas y Portuguesa.